# جفره ماهینی
جفره ماهینی یکی از محله‌های قدیمی بندر بوشهر است.

## موقعیت
بندر صیادی جفره ماهینی بر ساحل خلیج فارس و موقعیت جغرافیایی ۲۸ در جه و ۵۸ دقیقه عرض شمالی و ۵۰ درجه و ۴۹ دقیقه طول شرقی واقع است.